# Самая послушная
«Самая послушная» — советский фильм 1965 года снятый на киностудии «Киргизфильм» режиссёрами Леонидом Гуревичем и Бекешем Абдылдаевым по мотивам повести Камбаралы Бобулова «Девушка с юга».

## Сюжет
Юная киргизская девушка Гуляим только что окончила школу, ей восемнадцать лет. Скромная, робкая, тихая, она полностью отвечает аильным представлениям об идеальной девушке. Все соседи говорят её матери Карамат, что лучше её дочери нет девушек на аиле.
Гуляим случайно узнает, что юноша, которому она отдала свое сердце, любит другую. Она собирается ехать во Фрунзе поступать в университет.
Мать решает выдать дочь замуж, чтобы оставить её в аиле. Родителям и в голову не приходит, что дочь может не подчиниться их воле, поступить по-своему. Но Гуляим хочет найти самостоятельно решать свою жизнь, вступая в борьбу с нравами односельчан, с пережитками пошлого.
Не объясняя причин, Гуляим заявляет, что не выйдет замуж. Это неожиданное проявление непокорности вызывает гнев родителей, вызывает скандал. Тогда она говорит, что согласна выйти замуж, только за другого. Этот другой — глупый, никчемный парень, над которым все в аиле смеются. Гуляим рассчитывает, что родители поймут её, даже во время помолвки она ещё надеется, что свадьба не состоится, но только на свадьбе её отец кричит: «Хватит!», расстраивает свадьбу, понимая, что дочь вправе сама решать свою судьбу.

## В ролях
- Клара Юсупжанова — Гуляим
- Сталина Азаматова — Анисса
- Нурмухан Жантурин — Ташимов
- Наби Рахимов — Калмурза
- Таттыбюбю Турсунбаева — Айзада
- Амина Умурзакова — Кюльсун
- Тургун Бердалиев — Бекташ

## Критика
Картина рассказывает о девушке, которая противится браку расчету и побеждает. Мысль хороша, режиссёры владеют профессией, а молодая актриса Клара Юсупжанова обаятельна, и тем не менее картина не очень достоверна она сюжетно слишком «сделана», обнажены драматургические ходы, мы заранее уверены, чем всё кончится.— журнал «Искусство кино», 1966

В фильме «Самая послушная» первоначальный замысел резко разошелся с осуществлением. Задуманная как комедия, высмеивающая пережитки в отношениях к женщине, лента, соприкоснувшись с истинным характером проблемы, приобрела черты драматизма. Она так и остановилась на полпути между юмористической исторической и драматической правдой, у авторов не достало силы найти точное жанровое решение. Фильм не сумел подняться до значительных размышлений о действительности.— Кино Советской Киргизии: Сборник / К. Ашимов, В. Фуртычев. — М.: Искусство, 1979. — 336 с. — с. 167

В фильме «Самая послушная» правда жизни оказалась во многом упрощенной: присущи надуманные конфликты, образы и сцены.— История киргизского искусства: Краткий очерк / А. А. Салиев. — Илим, 1971. — 407 с. — с. 387